# Франц Хайнрих фон Валдерзе
Франц Хайнрих Георг фон Валдерзе (на немски: Franz Heinrich Georg Graf von Waldersee; * 25 април 1791, Десау; † 16 януари 1873, Бреслау/Вроцлав) е граф на Валдерзе, пруски генерал на кавалерията и губернатор на Берлин.

## Биография
Той е големият син на писателя Франц фон Валдерзе (1763 – 1823), извънбрачен син на княз (от 1806 г. херцог) Леополд III фон Анхалт-Десау от връзка с Йохана Елеонора Хофмайер, и съпругата му Луиза Каролина Казимира София фон Анхалт (1767 – 1842), дъщеря на генерал-майор граф Албрехт фон Анхалт (1735 – 1802) и София Луиза Хенриета фон Ведел (1750 – 1773). Брат му Фридрих Густав (1795 – 1864) е пруски генерал-лейтенант и военен писател.
Франц Хайнрих фон Валдерзе влиза на 22 февруари 1806 г. в „баварския драгонски регимент“ „Кьониг фон Байерн“ Нр. 1 на пруската войска. На 23 ноември 1812 г. той става премиер-лейтенант. Той участва в „поход 1813“ (срещу Наполеон) като щабен-ритмайстер в боевете при Гросгьоршен, Бауцен, Гросбеерен и Лайпциг. На 5 юни 1815 г. той е повишен на ритмайстер и на 30 март 1819 г. на майор. На 30 март 1834 г. той е полковник-лейтенант, на 30 март 1836 г. става полковник. На 25 март 1841 г. е командир на „2. гарде-кавалери-бригада“ и на 7 април 1842 г. е повишен на генерал-майор, на 8 май 1849 г. на генерал-лейтенант, на 18 септември 1858 г. на генерал на кавалерията. След 13 юни 1859 г. той става губернатор на Позен/Познан. Между 18 май 1864 и 1 май 1870 г. той е губернатор на Берлин. През 1866 г. той е „главен командир в марките“, когато генерал-фелдмаршал Фридрих фон Врангел участва в Австрийско-пруско-италианската война.
На 2 май 1870 г. Валдерзе се пенсионира като остава шеф на „драгонския регимент Нр. 4“. Носител е на множество ордени.

## Фамилия
Франц Хайнрих фон Валдерзе се жени на 27 декември 1823 г. в Берлин за Берта фон Хюнербайн (* 20 март 1799, Берлин; † 24 януари 1859, Позен/Познан), дъщеря на пруския генерал Фридрих Хайнрих Карл фон Хюнербайн (1762 – 1819) и Вилхелмина Улрика фон Кнобелсдорф (1774 – 1831). Те имат шест деца:
- Георг Ернст Франц Хайнрих (* 22 октомври 1824, Берлин; † 30 октомври 1870, убит в Ле Бургет), пруски полковник и командир, женен на 27 октомври 1856 г. в Песин за Лаура фон Кноблаух (* 12 септември 1836, Песин; † 27 декември 1904, Потсдам); имат два сина
- Карл Август Улрих Едуард (* 1 март 1826, Берлин; † 9 септември 1842/ок. 1844)
- Амелия Берта Луиза Улрика Хенриета Матилда (* 31 януари 1828, Берлин; † 3 февруари 1911, Бреслау), омъжена на 3 януари 1850 г. в Берлин за граф Волдемар фон Пфайл и Клайн-Елгут (* 19 януари 1815, Гнаденфрей; † 17 август 1878, Плайшвиц)
- Фридрих Франц (* 17 декември 1829, Берлин; † 6 октомври 1902, Шверин), пруски генерал-лейтенант, женен на 19 май 1863 г. за фрайин Гералдина фон Енде (* 22 ноември 1843, Дрезден; † 20 януари 1919, Козвиг); имат двама сина
- Алфред Хайнрих Карл Лудвиг (* 8 април 1832, Потсдам; † 5 март 1904, Хановер), пруски генерал-фелдмаршал, женен на 14 април 1874 г. в Лаутенбах за Мари Естер Лее (* 3 октомври 1838, Ню Йорк; † 4 юли 1914, Хановер), вдовица на княз Фридрих фон Шлезвиг-Холщайн фон Ноер (1800 – 1865)
- Франц Георг Адолф (* 17 септември 1835, Потсдам; † 22 ноември 1903, Мезендорф), пруски вицеадмирал, женен на 28 май 1872 г. за Хелена фон Виламовиц-Мьолендорф (* 15 юни 1850; † 17 септември 1917)